# Płaski Szczyt
Płaski Szczyt – wzgórze, wzniesienie, położone w obrębie Wzgórz Trzebnickich, w mikroregionie Grzbietu Trzebnickiego, w ramach pasma o nazwie Lesiste Wzgórza. Znajduje się w gminie Wisznia Mała. Jego wierzchołek położony jest na wysokości bezwzględnej wynoszącej 213,0 m n.p.m.

## Położenie i otoczenie
Płaski Szczyt jest częścią Wzgórz Trzebnickich, będących mezoregionem o identyfikatorze 318.44 (według regionalizacji fizycznogeograficznej opracowanej przez Jerzego Kondrackiego), należących do Wału Trzebnickiego (makroregion o indeksie 318.4). W ramach tych Wzgórz Trzebnickich wyróżnia się także mikroregion, obejmujący Płaski Szczyt – Grzbiet Trzebnicki (mikroregion o indeksie 318.444). Wzniesienie to leży w paśmie Lesistych Wzgórz. Pod względem regionalizacji przyrodniczo-leśnej wzgórze położone jest w mezoregionie Wzgórz Trzebnicko-Ostrzeszowskich.
Natomiast pod względem podziału administracyjnego wzniesienie jest położone na terenie gminy Wisznia Mała, w obrębie ewidencyjnym Mienice. Gmina ta przynależy do  powiatu trzebnickiego w województwie dolnośląskim.
Na południe od Płaskiego Szczytu położone są kolejne wzniesienia Lesistych Wzgórz: Bukowe Wzgórze i Lisia Góra.

## Charakterystyka
Najwyższy punkt Płaskiego Szczytu osiąga wysokość bezwzględną wynoszącą 213,0 m n.p.m. (213,1 m n.p.m.). Wzniesienie pokryte jest lasem. Podlegają one nadleśnictwu Oborniki Śląskie, leśnictwu Pęgów. Są to tak zwane Wilczyńskie Lasy. Jest to las ochronny, który w rejonie wierzchołka wzniesienia według typu siedliskowego lasu klasyfikowany jest jako bór mieszany świeży. Przez masyw wzniesienia przebiegają szlaki turystyczne, w tym piesze, rowerowe i konne.

## Nazwa
Nazwa własna – Płaski Szczyt – jest nazwą niestandaryzowaną. Została ustalona i ujęta w państwowym rejestrze nazw geograficznych na podstawie wywiadu terenowego. Odnosi się ona do ukształtowania terenu określonego w tym rejestrze jako wzgórza, wzniesienia. W rejestrze tym przypisano jej identyfikator: PRNG – 235575, identyfikator IIP – PL.PZGiK.320.NGRP.235575. Podaje on następujące współrzędne geograficzne punktu głównego wzniesienia: szerokość geograficzna – 51°16'34" N, długość geograficzna – 16°58'32" E. W rejestrze tym jest ważna od 30.03.2015 r..